# Triberg im Schwarzwald
Triberg é uma cidade da Alemanha, no distrito de Schwarzwald-Baar, na região administrativa de Freiburg , estado de Baden-Württemberg.